# Polo Grounds Music
Polo Grounds Music es un sello discográfico creado en 2006 por Bryan Leach. Es una compañía de entretenimiento de servicio completo con un enfoque en la publicación, gestión, marketing y promoción de sus artistas. Tiene su sede en Nueva York, y sus discos se distribuyen a través de RCA Records.

## Artistas
Esta es la lista de los artistas que se encuentran actualmente bajo el sello.
- Lantana
- ASAP Rocky
- Pitbull
- ASAP Ferg
- Diamond

## Discografía
- Hurricane Chris - 51/50 Ratchet (2007)
- Lil Caine - Houston Heat Advisory (2008)
- Pitbull - Rebelution (2009)
- Hurricane Chris - Unleashed (2009)
- Yo Gotti - Live from the Kitchen (2012)
- ASAP Rocky - Long. Live. ASAP (2013)
- ASAP Ferg - Trap Lord (2013)